# Lucky Thompson

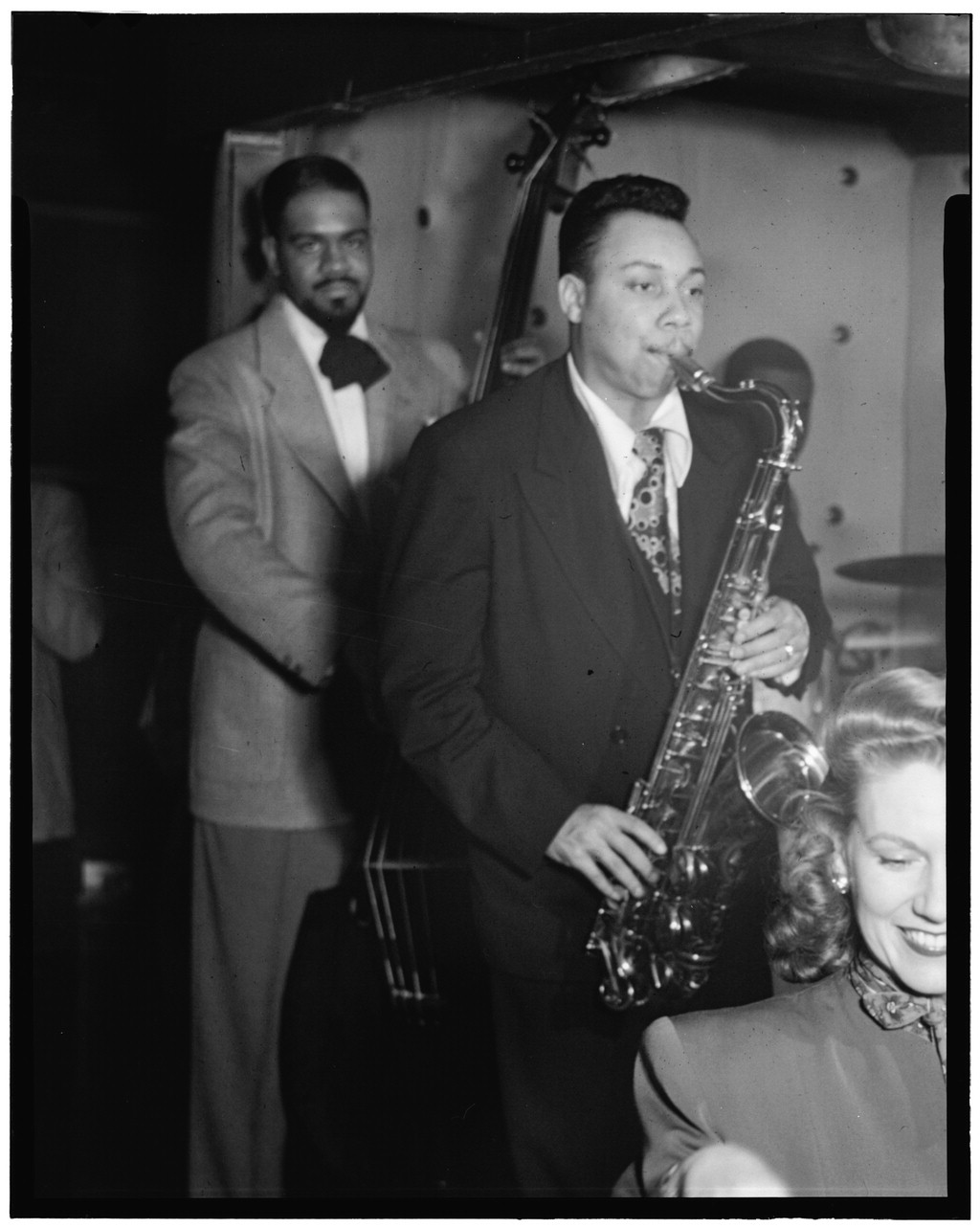
Lucky Thompson

Lucky Thompson (* 16. Juni 1924 in Columbia (South Carolina), Michigan als Eli Thompson; † 30. Juli 2005 in Seattle, Washington) war ein US-amerikanischer Jazz-Saxophonist.

## Leben und Wirken
Thompson kaufte mit fünfzehn Jahren ein Saxophon; er spielte in lokalen Gruppen mit Hank Jones und Sonny Stitt und ging mit den Bama State Collegians auf Tournee, bevor er als Tenorsaxofonist bei Lionel Hampton, Sid Catlett, Don Redman (1943) und Billy Eckstine (1944) spielte. Daneben trat er mit Slam Stewart und Lucky Millinder auf. Bei Count Basie war er zwischen 1944 und 1945 im Saxophonsatz und begleitete anschließend Dinah Washington; 1946/47 lebte er für ein Jahr in Kalifornien, wo er mit Boyd Raeburn, Tom Talbert und mit Dizzy Gillespie spielte. 1947 leitete er eine Allstar-Band für Aufnahmen bei RCA Victor. 1948 zog er nach New York City, wo er mit Oscar Pettiford auftrat.
Jazzhistorisch wichtig war dann seine eigene Band und die Zusammenarbeit mit Oscar Pettiford in den 1950er Jahren. In dieser Zeit und bis 1970 hatte er in den USA und in Europa genug in Studios, auf Festivals und in kleinen Clubs zu spielen. Zwischen 1957 und 1963 lebte er in Europa (Paris und Baden-Baden). In Deutschland trat er mit der Sängerin Monica Zetterlund, auf dem NDR Jazzworkshop und in kleinen Gruppen mit Oscar Pettiford auf. In Frankreich war vor allem sein Spiel auf dem Sopransaxofon beliebt. Poesie, Leichtigkeit und eine elegante Phrasierung zeichneten sein ausdrucksstarkes Spiel aus. Er war ein begnadeter Melodiker und wurde in Frankreich als moderner Sidney Bechet gefeiert. Er spielte als Sideman mit Stan Kenton, Milt Jackson, Jo Jones, Quincy Jones und Miles Davis.
Nachdem Ende 1962 seine Frau gestorben war, zog er alleinerziehend seine beiden Söhne (darunter Gitarrist Darryl Thompson) auf. Darunter litt seine Karriere. Ab 1968 lebte er drei Jahre in Lausanne. 1973 und 1974 lehrte er am Dartmouth College und 1973 machte er seine letzte Aufnahme. In seinen letzten Lebensjahren lebte er im Nordwesten der USA und war an Alzheimer erkrankt. Aufnahmen, die das Label Candid Anfang der 1960er gemacht hatte und die als verschollen galten, waren der Anlass, nach Thompson zu forschen. An die Titel der Eigenkompositionen konnte er sich nicht erinnern und so veröffentlichte man die ausgezeichneten Aufnahmen u. a. mit Martial Solal, mit frei erfundenen Titeln. Musiker, die ihn in seinen späteren Jahren sahen, berichteten, dass er verarmt und desorientiert durch die Straßen Seattles irrte und auch physisch nicht mehr in der Lage war zu spielen, da er seine Zähne verloren hatte. 1994 fand er einen Platz in einem betreuten Wohnheim, wo er bis zu seinem Tod blieb.

## Diskographische Hinweise
- feat. Oscar Pettiford (ABC)
- Accent to Tenor Sax (Fresh Sound Records, 1954) mit Ernie Royal, Oscar Pettiford, Billy Taylor, Osie Johnson
- The Vogue Recordings Vol. 1, (Vogue, ca. 1955)
- A Lucky Songbook (MPS)
- Lord, Lord am I ever Going to Know? (Candid, 1961) mit Martial Solal, Peter Trunk, Kenny Clarke
- Tricotism (Impulse!)
- Lucky Strikes (Prestige, 1964) mit Hank Jones, Richard Davis, Connie Kay
- Complete Parisian Small Group Sessions 1956 - 1959 (Fresh Sound Records 2018, 4 CD + Booklet)[2]
- Lucky Thompson & Barney Wilen: Four Brothers (Sonorama, 1960, ed. 2015), mit Helmut Brandt, Bent Jædig, Roland Kovac, Larry Atwell, Jürgen Ehlers, Ruud Pronk
- Lucky Thompson with Michael Naura & Guests: Modern/Hard Bop in Germany 1959/60 (Sonorama, ed. 2016), mit Hajo Lange, Heinz von Moisy, Hans Koller, Georges Grenu, Jimmy Gourley, Klaus Marmulla, Helmut Reinhardt, Wolfgang Schlüter

## Lexikalischer Eintrag
- Leonard Feather, Ira Gitler: The Biographical Encyclopedia of Jazz. Oxford University Press, New York 1999, ISBN 0-19-532000-X.